# Künga Sönam (36e sakya trizin)
Künga Nyingpo (1842-1882) was van 1866 tot 1882 de zesendertigste sakya trizin, de hoogste geestelijk leider van de sakyatraditie in het Tibetaans boeddhisme.